# FM Circini
FM Circini, även känd som Nova Circini 2018, är en ensam stjärna i den södra delen av stjärnbilden Cirkelpassaren. Den har en skenbar magnitud av ca 5,8 - 17,3 kräver åtminstone en stark handkikare eller ett mindre teleskop för att kunna observeras. 

## Upptäckt och förlopp
FM Circini upptäcktes av John Search på Chatsworth Island, New South Wales, Australien den 19 januari 2018, med hjälp av en DSLR med en 50 mm F/1.2-lins. Vid tidpunkten för upptäckten hade den en skenbar magnitud på 9,1.  Den bekräftades spektroskopiskt vara en nova den 21 januari 2018 och nådde en maximal ljusstyrka på magnitud 5,8 den 22 mars 2018, vilket då gjorde den svagt synlig för blotta ögat.

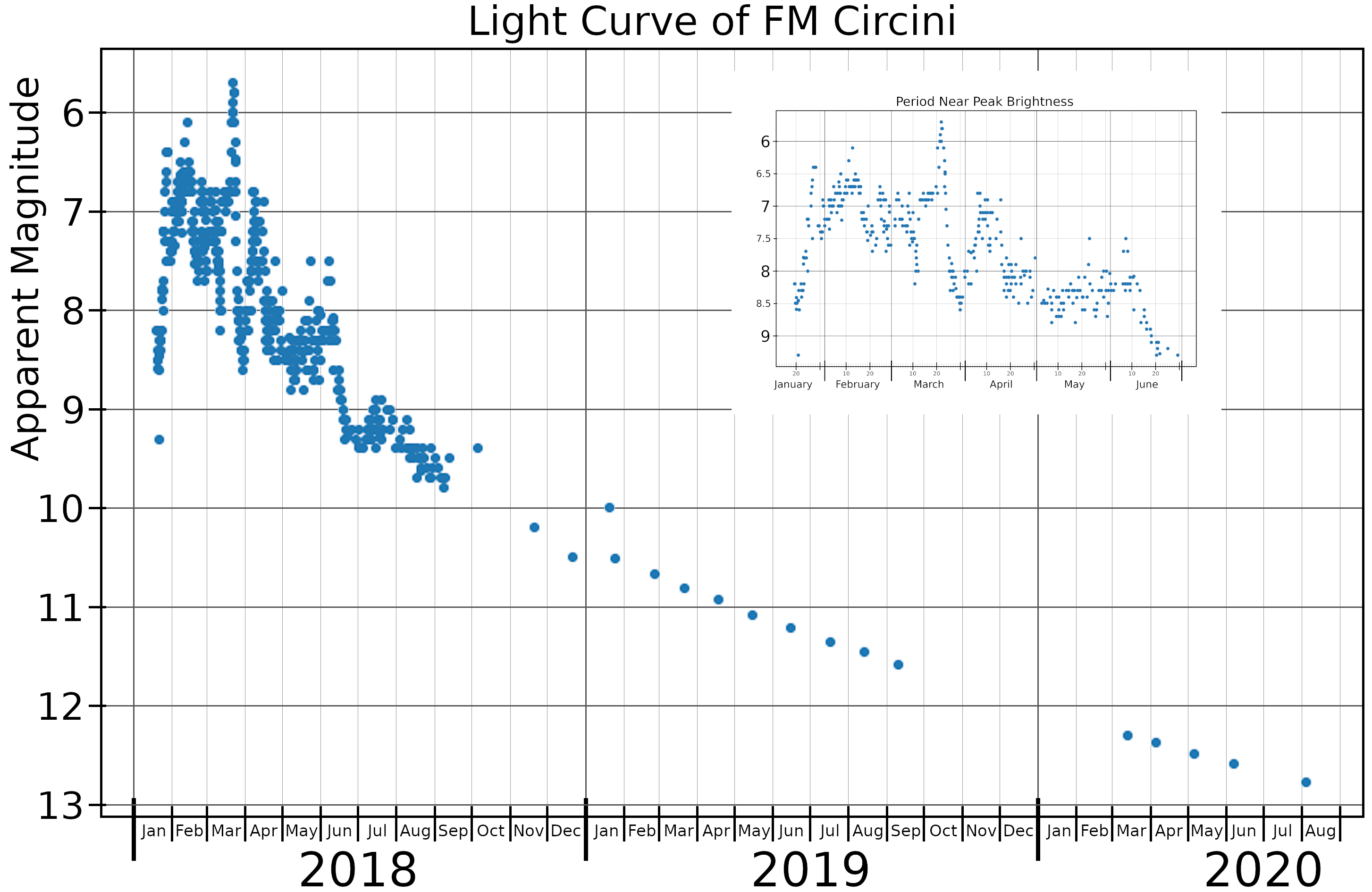
Ljuskurvan för FM Circini plottad från AAVSO-data

FM Circinis utbrott och nedgång från högsta ljusstyrka observerades av Gaia rymdfarkoster, All Sky Automated Survey för SuperNovae och AAVSO-observatörer.  Novan steg långsamt till toppljusstyrka och fluktuerade sedan mellan magnitud ca 6,5 och ca 8,5 i cirka tre månader innan den började en nästan monoton nedgång. Det tog 150 dygn för FM Circini att blekna från toppljusstyrka med 2 magnituder, vilket gör den till en "långsam" nova i klassificeringsschemat enligt Cecilia Payne-Gaposchkin.
Omloppsperioden för FM Circini är 3,4898 dygn. Ljuskurvan visar modulationer i svansen (efter utbrottet).